# Dismidila drepanoides
Dismidila drepanoides là một loài bướm đêm trong họ Crambidae.